# C'est pour vivre (singolo)
C'est pour vivre è una canzone della cantante canadese Céline Dion, tratta dall'album C'est pour toi. Il brano fu pubblicato come secondo singolo promozionale nell'ottobre 1985 in Canada e in Francia.

## Pubblicazioni e promozione
La canzone scritta dagli storici autori Eddy Marnay e André Popp, fu registrata con il coro. Per promuovere il singolo fu realizzato anche un videoclip musicale tratto anch'esso dallo speciale televisivo C'est pour toi, un programma andato in onda nel 1985 in Canada per la promozione del nuovo album della Dion. Il lato B del singolo contiene il brano Tu es là.
C'est pour vivre fu pubblicato come singolo anche in Francia e il lato B del disco presentava il brano Avec toi. Céline registrò la traccia pubblicata in francia con il coro V'là l'bon vent.
Il singolo fu inserito anche nella raccolta della stessa Dion pubblicata in Francia nel 1988, The Best Of.

## Formati e tracce
LP Singolo 7'' (Canada) (TBS 5561)
1. C'est pour vivre (feat. V'là l'bon vent) – 4:02 (testo: Eddy Marnay – musica: André Popp)
2. Tu es là – 2:43 (testo: Marnay – musica: Paul Baillargeon)

Lp Singolo 7'' (Francia) (Pathé Marconi EMI: 2008527)
1. C'est pour vivre (feat. V'la l'bon vent) – 3:58 (testo: Marnay – musica: Popp)
2. Avec toi – 3:23 (Marnay, Christian Loigerot, Thierry Geoffroy)

## Crediti e personale
Personale
- Arrangiato da - Bernard Estardy
- Direttore d'orchestra - Guy Matteoni
- Musica di - André Popp
- Produttore - Eddy Marnay, Rudy
- Testi di - Eddy Marnay